# Sourcieux-les-Mines
Sourcieux-les-Mines település Franciaországban, Rhône megyében. Lakosainak száma 2098 fő (2022. január 1.). Sourcieux-les-Mines Éveux, Lentilly, Pollionnay, Sain-Bel és Saint-Pierre-la-Palud községekkel határos.

## Népesség
A település népessége az elmúlt években az alábbi módon változott:
| Lakosok száma | 1990 | 1999 | 2058 | 2029 | 2045 | 2064 | 2083 | 2094 | 2098 |
|               | 2013 | 2015 | 2016 | 2017 | 2018 | 2019 | 2020 | 2021 | 2022 |